# Витолд Лутославски
Витолд Роман Лутославски (пољ. Witold Roman Lutosławski, Варшава, 25. јануар 1913 — Варшава, 7. фебруар 1994) био је пољски композитор и диригент. Један је од водећих европских композитора 20. века. Добитник је бројних међународних награда и почасти. 

## Биографија
Потицао је из музичке породице те његово интересовање музиком потиче још из раног детињства. Са 9 година је већ компоновао, а 1922. је написао Прелудијум за клавир. Касније је учио да свира виолину и клавир у класи Лидије Кмитове. У класи Витолда Малишевског 1928. године је изучавао компоновање.
Ишао је у Гимназију "Стефан Батори" у Варшави у којој је матурирао 1931. Уписао је математичке студије на Варшавском универзитету, које је напустио после годину дана. Након тога је уписао студије компоновања у класи Витолда Малишевског и Јежија Лефелда које је завршио 1937.
У Другом светском рату се борио против Немаца. За време окупације зарађивао је свирањем у варшавским кафићима као што су "СиМ", "Лира", "Арија" и "У Акторек". После рата се запослио на Пољском Радију. Био је члан Савеза пољских композитора од 1945. али га је напустио 1948. због све већих утицаја соцреализма. Током педесетих година је своје композиције потписивао псеудонимом "Дервид". 
Од самог почетка је сарађивао са фестивалом "Варшавска Јесен", био је у комисији одговорној за репертоар 37 година, а од 1960. до 1965. и њен представник. За време ратног стања се повукао из друштвеног живота, а 1989. је стао на страну "Солидарности".

## Музика
Дебитовао је Симфонијским варијацијама 1939. године. До данас се на репертоарима налазе његова дела за клавир попут Народних мелодија као и Песама за децу. На оригиналан начин надовезивале су се на пољски фолклор, што је представљало природну реакцију на забрану извођења пољске музике за време окупације. Године 1954. завршио је дело Концерт за оркестар, које је и даље његово најизвођеније дело.
У делу Пет песама на речи К. Иллаковичувне искористио је по први пут хармонијски систем базиран на акордима од 12 тонова, који је током наредних година постао његов заштитни знак. У Погребној музици компонованој за гудачки оркестар послужио се лествицом од 24 тона и два интервала. Такође, у делу за оркестар под називом Венецијанске игре појавио се алеаторски поступак, од тог тренутка врло специфичан за музику Лутославског. У Три поеме Анрија Мишоа хор је у одређеним партијама независан од оркестра, а осим тога у средишњем делу хор говори, вришти и пева глисандо.
У зрелијим делима Лутославског сусрећемо се са формом из два дела: уводног, који представља припрему за други односно главни део, који је више разграђен. Припремни делови су алеаторични и од слушаоца не захтевају пуну пажњу док су главни традиционално искомпоновани и захтевају потпуну посвећеност.
После 1964. године Лутославски губи интересовање за тражење новитета у музици. Компонује музику по поруџбини за концерте у филхармонијама. Током седамдесетих година политичка ситуација у Пољској је провоцирала "политичко" интерпретовање свих праваца уметности, па и музике. Тако су и два дела Луткославског - Концерт за виолончело и III Симфонија - протумачена као конфликт солистичке партије са оркестром. Осамдесетих је искомпоновао три дела која носе назив Ланац I, II, III по техници која је примењена. Техника ланца, како ју је назвао Лутославски, се заснива на преклапању ових дела уместо да се једно на друго надовезују. Тих година је написао и Концерт за клавир по наруџбини Кристијана Цимермана који надовезује на виртуозност романтичара, а поготово на Шопена. Последње велико дело које је написао била је IV Симфонија.

## Изабране композиције

### Композиције за оркестар
- Симфонијске варијације (1936–1939)
- I Симфонија (1941–1947)
- Увертира за гудачке инструменте (1949)
- Mала свита, за камерни оркестар (1950)
- Kонцерт за оркестар (1950–1954)
- Musique funèbre (Погребна музика), за гудачки оркестар (1954–1958)
- Три послудијума за оркестар (1958–1963)
- Jeux vénitiens (Венецијанске игре) (1960–1961)
- II Симфонија (1965–1967)
- Livre pour orchestre (1968)
- Прелудијуми и фуга, за гудачке инструменте (1970–1972)
- Mi-Parti (1975–1976)
- Novelette (1978–1979)
- III Симфонија (1981–1983)
- Chain I (Ланац I) камерни састав (1983)
- Chain III, за оркестар (1986)
- IV Симфонија (1988–1992)
- Fanfare for Louisville, за дувачке инструменте и удараљке (1985)
- Prelude for G.M.S.D., за оркестар (1989)
- Interludium за оркестар (1989)

### Композиције за соло инструмент и оркестар
- Концерт за виолончело (1969–1970)
- Дупли концерт за обоу и харфу (1979–1980)
- Chain II, диалог за виолину и оркестар (1984–1985)
- Концерт за клавир (1987–1988)
- обраде камерних дела за оркестар:
  - Плесни прелудијуми, за кларинет и камерни оркестар (1955)
  - Варијације на тему Паганинија, за клавир и оркестар (1978)
  - Grave, за виолончело и гудачки оркестар (1981)
  - Partita, за виолину и оркестар (1988)

### Камерне композиције
- Соната за клавир (1934)
- Варијације на тему Паганинија за два клавира (1941)
- Народне мелодије за клавир (1945)
- Recitativo e Arioso, за виолину и клавир (1951)
- Bukoliki за клавир (1952)
- Три композиције за младеж за клавир (1953)
- Плесни прелудијуми, за кларинет и клавир (1954)
- Гудачки квартет (1964)
- Epitafium за обоу и клавир (1979)
- Grave, за виолончело и клавир (1981)
- Mini Overture, за дувачки квинтет (1982)
- Partita, за виолину и клавир (1984)
- Slides, за камерни оркестар (1988)
- Subito, за виолину и клавир (1992)

### Вокалне композиције
- Lacrimosa (fragment Requiem; 1937)
- Шлески триптих, за сопран и оркестар (1951)
- Пет песама на речи К. Иллаковичувне за сопран и клавир или оркестар (1957; 1958)
- Trois poèmes d’Henri Michaux, за хор и оркестар (1961–1963)
- Paroles tissées, за тенор и камерни оркестар (1965)
- Les Espaces du Sommeil, за баритон и оркестар (1975)
- Chantefleurs et Chantefables, за сопран и оркестар (1989–1990)
- Песме подземне борбе (1942–1944)
- Двадесет коледа, (1946)

### Песме потписане под псеудонимом "Дервид"
- Долази циркус (1957) валцер, речи: Јежи Милер, извођење: Слава Пшибилска
- Чаробница (1957) фокстрот, р. Тадеуш Ургач, и. Регина Бјелска
- Далеки пут (1957) танго, р. Мирослав Лебковски, и. Слава Пшибилска
- Утихнуло срце (1957) танго, р. Тадеуш Ургач, и. Јежи Михотек
- Зелена беретка (1957) фокстрот, р. Мирослав Лебковски
- Како освајати срца (1958) танго, р. Тадеуш Ургач, и. Јежи Михотек
- Капетанова балада (1958) танго, р. Тадеуш Ургач, и. Влођимјеж Которба
- Љубав и свет (1958) валцер, р. Еугењијуш Житомирски
- Нећу са тобом да се виђам (1958) слоу-фокс, р. Збигњев Кашкур, Збигњев Заперт
- Срећан погодак (1958) фокстрот, р. Јежи Милер
- У лунапарку (1958) танго, Јежи Милер
- Варшавски кочијаш (1958) валцер, р. Јежи Милер, и. Олгјерд Бучек
- Срце на ветру (1958) танго, р. Зофија Кјершис
- Киоск на Повишлу (1959) валцер, р. Јежи Милер
- Данас никога не очекујем (1959) слоу-фокс, р. Збигњев Кашкур, Збигњев Заперт, и. Рена Ролска
- Tабу (1059) фокстрот, р. Тадеуш Ургач, и. Халина Куњицка
- Tелимена (1959) слоу-фокс, р. Тадеуш Ургач
- Филипинка се досађује (1959) слоу-фокс, р. Јежи Милер, и. Људмила Јакубчак
- Moje птице (1960) блуз, р. Јежи Милер
- Зашто певати песме (1960) танго, р. Карол Корд
- Златне папучице (1960) слоу-фокс, р. Адам Хоспер, и. Хана Рек
- Једна станица даље (1961) tтанго, р. Јежи Милер, Слава Пшибилска
- Пегице на сунцу (1961) слоу-фокс , р. Јежи Милер, и. Људмила Јакубчак
- Старине (1961) валцер, р. Јежи Фицовски
- Само ова реч (1961) танго, р. Адам Хоспер, и. Тадеуш Вожњаковски
- У нашој празној соби завија ветар (1961) танго, р. Артур Мјендзижецки, и. Калина Јендрушик
- И шта ће сад то да буде (1962) слоу-фокс, р. Адам Хоспер
- Шта чекаш (1962) танго, р. Јежи Милер
- Лутајући јувилер (1962) слоу-фокс, р. Александер Римкјевич
- Из детинјих година (1962) слоу-фокс, р. Јежи Милер
- Није то више за нас (1963) валцер, р. Јежи Милер
- Наћи ћеш ме свуда (1964), р. Збигњев Кашур, Збигњев Заперт, и. Виолета Вилас